# Ионолёт
Ионолёт или лифтер — лёгкая летающая модель, использующая эффект Бифельда — Брауна для создания подъёмной силы. Обычно конструкция состоит из лёгкого каркаса из бальзы или пенопласта, тонкого металлического провода, ионизирующего молекулы окружающего воздуха, и широкого второго электрода, представляющего собой эквипотенциальную поверхность, например, тонкой металлической фольги. Возможны различные варианты конструкций, наибольшее распространение получили варианты в виде равностороннего треугольника или шестигранника из шести таких треугольников. 
Будучи подключенной к источнику высокого напряжения, модель при соблюдении определённых условий может летать. 
Эмпирически считают, что напряжение, при котором достигается наибольшая эффективность тяги, составляет 1 кВ на каждый миллиметр воздушного зазора между электродами. Сила действует в направлении тонкого электрода независимо от полярности приложенного напряжения, при приложении разной полярности некоторые экспериментаторы отмечают различие в силе тяги, при начале электрического пробоя и появлении шнуровых разрядов подъёмная сила исчезает.